# Songs for You, Truths for Me
Songs for You, Truths for Me este al doilea album lansat de cântărețul și compozitorul englez James Morrison pe data de 22 septembrie 2008. Primul single promovat de pe acest material discografic a fost „You Make It Real”, fiind urmat de „Broken Strings”, duetul cu Nelly Furtado. „Nothing Ever Hurt Like You” a fost lansat numai în Statele Unite ale Americii. Albumul a ajuns pe locul 3 în clasamentul britanic.

## Clasamente
| Clasament (2008)         | Poziția maximă | Certificare | Vânzări |
| ------------------------ | -------------- | ----------- | ------- |
| UK Albums Chart          | 3              |             | 75,000+ |
| Australian Albums Chart  | 21             |             |         |
| Austrian Albums Chart    | 34             |             |         |
| Danish Albums Chart      | 17             |             |         |
| Dutch Albums Chart       | 11             |             |         |
| French Albums Chart      | 49             |             |         |
| Irish Albums Chart       | 14             |             |         |
| New Zealand Albums Chart | 19             |             |         |
| Swiss Albums Chart       | 12             |             |         |
| US Billboard 200         | 49             |             |         |